# Nußdorf-Debant
Nußdorf-Debant ist eine Marktgemeinde mit 3415 Einwohnern (Stand 1. Jänner 2025) im österreichischen Bezirk Lienz (Tirol). Das Gemeindegebiet liegt im Gerichtsbezirk Lienz und umfasst mit 53,44 km² große Teile des Debanttals und Teile des Lienzer Beckens, wobei zwei Drittel des Gemeindegebietes als Teil des Nationalparks Hohe Tauern unter Naturschutz stehen.
Das Gemeindegebiet war bereits im Spätneolithikum besiedelt und beherbergte mit dem Breitegg einen der wichtigsten archäologischen Fundplätze des Bezirksgebietes. Im Mittelalter war das Gebiet Teil des slawischen Fürstentums Karantanien und der Grafschaft Görz, 1501 wurde es in die Grafschaft Tirol eingegliedert. Im 19. Jahrhundert entstanden die Gemeinden Obernußdorf und Unternußdorf, die 1939 zur heutigen Gemeinde Nußdorf-Debant vereinigt wurden.
Nach dem Zweiten Weltkrieg profitierte Nußdorf-Debant stark von der Nachbarschaft zur Bezirkshauptstadt Lienz. Durch Betriebsansiedlungen und den Zuzug in den Ballungsraum Lienz vervierfachte sich die Gemeindebevölkerung nach dem Zweiten Weltkrieg bis 2008 auf 3.227 Einwohner. Dies ist die dritthöchste Bevölkerungszahl einer Gemeinde in Osttirol. Der Tourismus spielt in der Gemeinde eine wirtschaftlich untergeordnete Rolle, die Landwirtschaft ist vor allem im Ortsteil Debant auf Grund des Siedlungsdrucks rückläufig.

## Geographie

### Lage
| Debant         | 2250 |
| Nußdorf        | 702  |
| Nußdorfer Berg | 114  |
| Debanttal      | 31   |

Die Gemeinde Nußdorf-Debant liegt im östlichen Osttirol und ist 53,44 km² groß. Sie umfasst einen Teil des nördlichen Lienzer Beckens sowie den Großteil des Debanttals. 35,3 km² oder 67 % des Gemeindegebietes gehören zum Nationalpark Hohe Tauern. Dies ist der höchste prozentuale Wert aller Tiroler Nationalparkgemeinden. Nußdorf-Debant wird in zwei Katastralgemeinden und in vier Ortsteile unterteilt. Der Großteil des besiedelten Gebietes befindet sich im Süden des Gemeindegebietes, wobei sich zwei Ortszentren gebildet haben. Nußdorf liegt in einer Höhe von 713 m ü. A. am Fuße des Nußdorfer Berges, Debant am Ausgang des Debanttals in einer Höhe von 633 m ü. A. Der höchste Berg des Gemeindegebietes ist der Hochschober mit einer Höhe von 3242 m ü. A.

### Gemeindegliederung

Die Hauptsiedlungsgebiete von Nußdorf-Debant

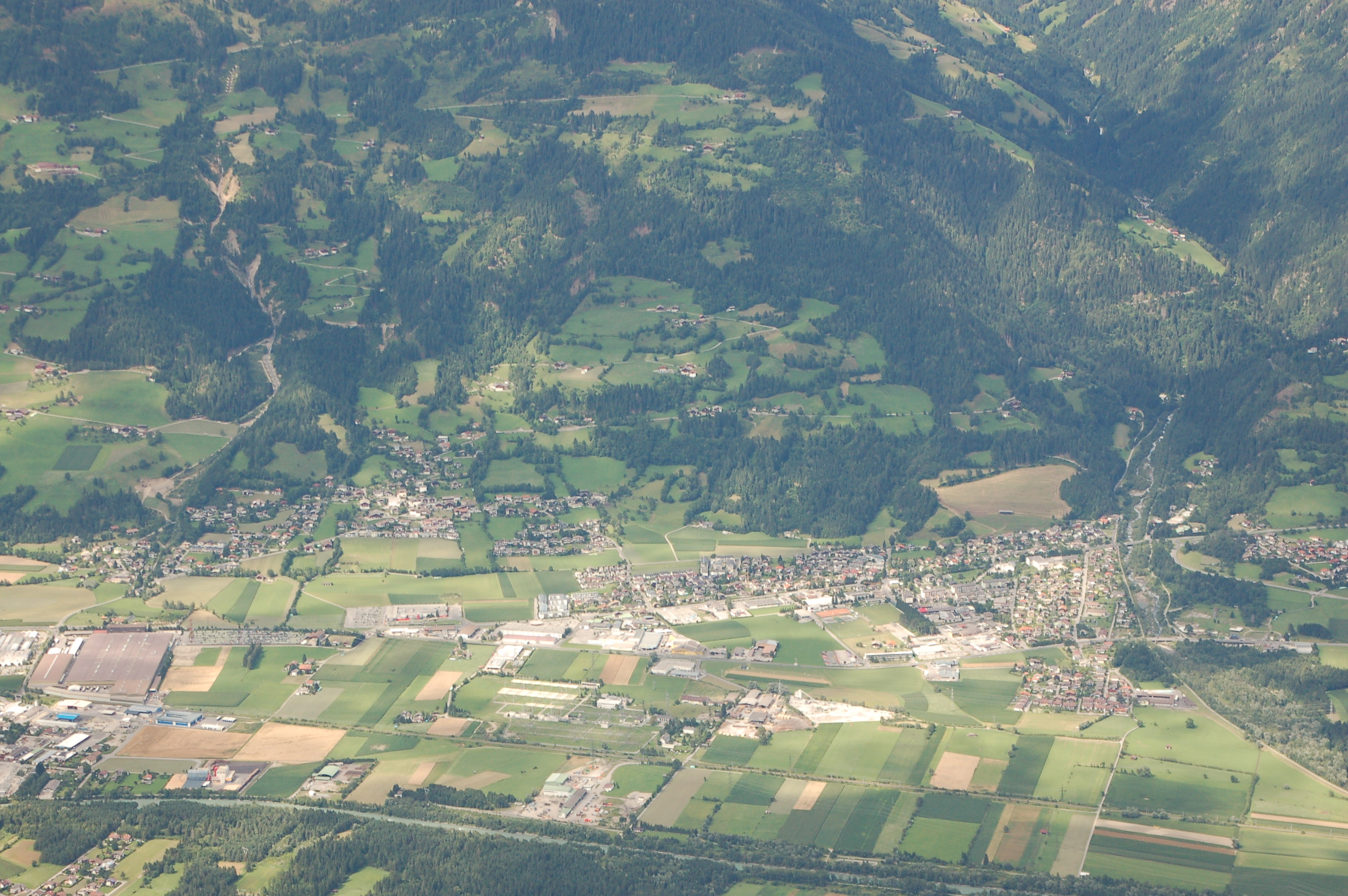
Blick auf Nußdorf-Debant von Süden

Verwaltungsmäßig ist Nußdorf-Debant in zwei Katastralgemeinden unterteilt. Die südwestlich gelegene Katastralgemeinde Unternußdorf umfasst den Ortsteil Nußdorf und jenen Teil Debants, der westlich der Andrä-Idl-Straße liegt. Zur wesentlich größeren Katastralgemeinde Obernußdorf gehören der übrige Teil Debants, der Nußdorfer Berg und das Debanttal. Die Unterteilung der Katastralgemeinden geht auf die bis 1938 bestehenden Grenzen der Gemeinden Ober- und Unternußdorf zurück.
Der Ortsteil Unternußdorf (auch schlicht Nußdorf genannt) um die Nußdorfer Pfarrkirche ist das ursprüngliche Zentrum der Gemeinde. Er liegt am Fuße des Nußdorfer Berges, einem Ausläufer des Zettersfelds, und wurde 2001 von rund 23 % der Gemeindebevölkerung bewohnt. Zudem zählt zu Nußdorf die westlich des Zentrums gelegene und durch den Wartschenbach zwischen Gaimberg und Nußdorf geteilte Wartschenbachsiedlung. Das Bevölkerungswachstum nach dem Zweiten Weltkrieg verlagerte das Zentrum der Gemeinde in den heute wesentlich größeren Ortsteil Debant, der auf der westlichen Seite des flachen Debantbachschuttkegels am Ausgang des Debanttals liegt. Debant, ursprünglich ein kleiner Weiler, wurde 2001 von rund 73 % der Gemeindebevölkerung bewohnt. Neben den beiden großen Ortsteilen besteht im Bereich des Nußdorfer Bergs eine Streusiedlung der ehemaligen Gemeinde Obernußdorf, die sich in Mitterberg und Hochberg gliedert und 2001 lediglich 4 % der Bevölkerung umfasste. Das Debanttal, ein rund 17 Kilometer langes Hochtal, umfasst den größten Anteil des Gemeindegebietes, ist jedoch praktisch unbesiedelt.

### Flächennutzung
Durch die Zugehörigkeit des Debanttals zum Gemeindegebiet nehmen Almen mit 47,1 % den größten Anteil der Gemeindefläche ein. 33,4 % entfallen auf Ödland, Bauflächen und Verkehrsflächen, 13,2 % nehmen Wälder ein. Auf landwirtschaftlich genutzte Flächen entfallen 5,8 %, auf Gewässer 0,5 % der Gemeindefläche. Im Bezirksvergleich umfasst Nußdorf-Debant einen wesentlich höheren Anteil an Almflächen (Osttirol: 37,6 %), weniger Wald (Osttirol: 29,1 %) und mehr Ödland (Osttirol: 24,3 %).

### Nachbargemeinden

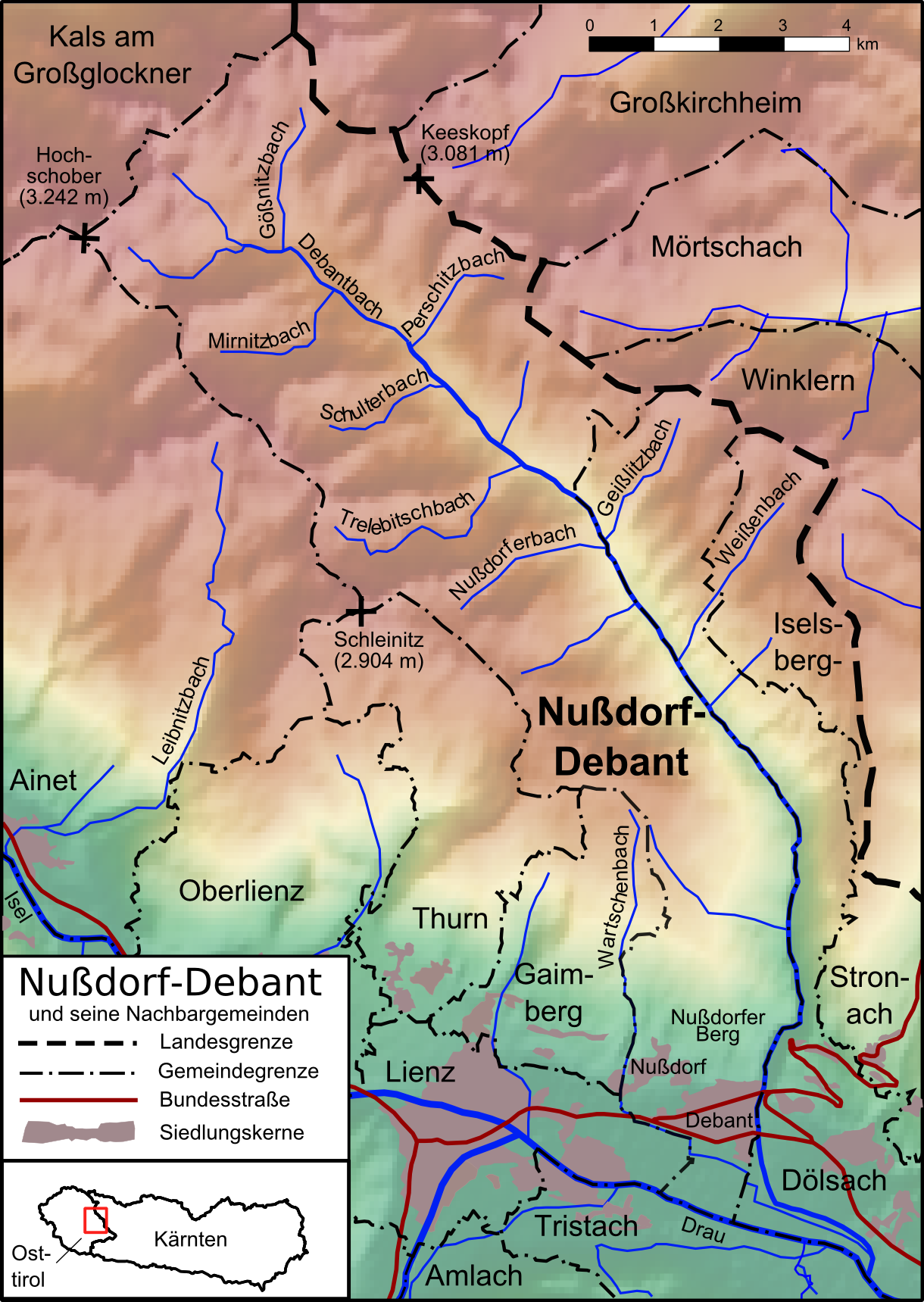
Nußdorf-Debant mit seinen Nachbargemeinden

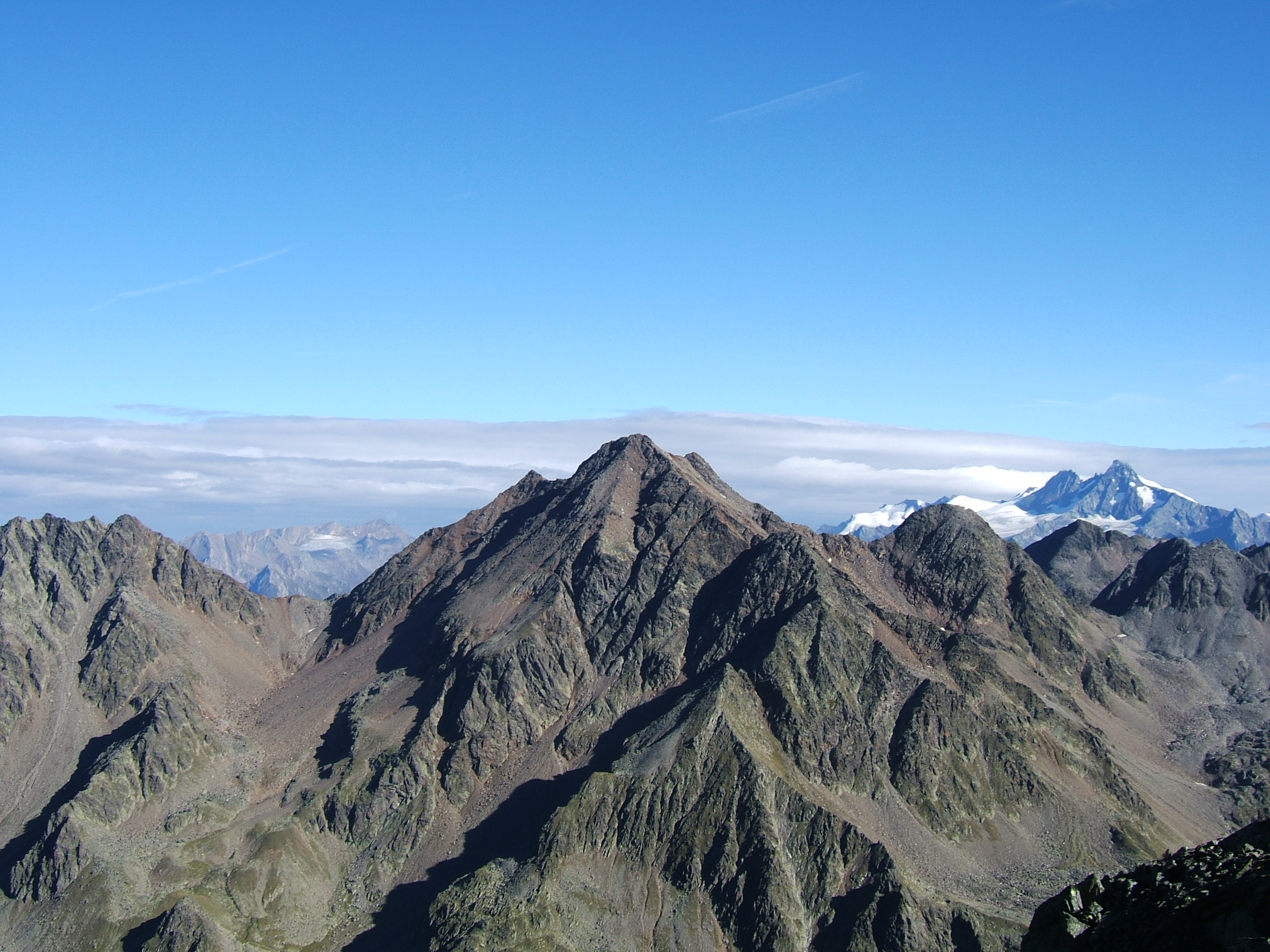
Der Hochschober, höchster Gipfel des Gemeindegebiets

Nußdorf-Debant grenzt durch das langgezogene Debanttal an zahlreiche Gemeinden Osttirols und Kärntens. Im Nordwesten grenzt die Gemeinde entlang der Dreitausender Hochschober und Glödis an Kals am Großglockner. Auch die südwestliche Grenze verläuft entlang eines Bergkamms der Schobergruppe und trennt hier Nußdorf-Debant von Ainet und Thurn. Zu allen drei Gemeinden besteht durch die Hochgebirgsgrenze keine direkte Verkehrsverbindung. Im Süden reicht das Gemeindegebiet in das Lienzer Becken hinein und grenzt hier entlang des Wartschenbachs an Gaimberg und Lienz, wobei Lienz als Bezirkshauptstadt und wirtschaftliches, soziales sowie medizinisches Zentrum des Bezirkes für Nußdorf-Debant von besonderer Bedeutung ist. Im Süden reicht das Gemeindegebiet bis an die Drau, die Nußdorf-Debant von Tristach trennt. Die östliche Gemeindegrenze verläuft über weite Strecken entlang des Debantbaches, der die Grenze zu Dölsach bildet. Von der Rohracheralm zweigt die Grenze zum Geißkofel ab und verläuft in der Folge nach Norden, wo die Gemeindegrenze gleichzeitig die Landesgrenze zu Kärnten bildet. Zu den Kärntner Gemeinden Heiligenblut am Großglockner, Großkirchheim und Winklern besteht keine direkte Verkehrsanbindung.

### Geologie
Das Gemeindegebiet von Nußdorf-Debant liegt zur Gänze im Bereich der Schobergruppe, die aus ostalpinem Altkristallin besteht und einen Teil des mittelostalpinen altkristallinen Südrahmens des Tauernfensters bildet. Das Altkristallin der Schobergruppe ist auf Gesteinsschichten der Matreier Zone beziehungsweise des Tauernfensters aufgeschoben. Das Hintere Debanttal ist in zwei tektonische Einheiten untergliedert. Südlich der Linie Kleiner Barren – Mirnitzbach – Weißwandspitzen besteht die Decke des flach nach Süden einfallenden Hangendkomplexes aus eklogitamphibolitführenden Paragneisen. Während des Karbons wurden diese Gneise auf einen Liegendkomplex aufgeschoben, der Vorkommen von Glimmerschiefer, Graphitschiefer und Hornblendegarbenschiefer aufweist. Die Kammregion der Schobergruppe zwischen Hochschober, Glödis und Weißenwandspitze besteht aus grobblockig verwitternden Biotit-Plagioklas-Glimmerschiefern.

### Morphologie und Glaziologie
Das Trogtal des Debantbaches wurde maßgeblich von Gletschern geformt, die den Talschluss 1.000 Meter tief einsenkten und zu einer trogförmigen Wanne aushobelten. Die Trogschultern liegen in der Regel über 2.200 Metern, die Trogwände fallen steil ab. Von Gletschern wurde auch das Moränengebiet um die Lienzer Hütte und die Hofalm geprägt. Hier finden sich zahlreiche von Gletschern abgeschliffene Felsbuckel (Rundhöcker) und Gletscherschrammen. Heute haben sich im Debanttal nur noch unbedeutende, unbewegte Gletscherreste erhalten. Die größere Eisfläche, das Viehkofelkees, befindet sich unterhalb des Ralfkopfes. Ein weiterer Gletscherrest existiert östlich des Hochschobers. Neben den Eisflächen bestehen im Debanttal kleine aktive, inaktive und fossile Blockgletscher. Die größten aktiven Blockgletscher auf dem Gemeindegebiet liegen im Bereich des Gössnitz-, Weißen- und Perschitzkars.

### Berge
Die höchsten Gipfel der Schobergruppe in Nußdorf-Debant liegen an der Gemeindegrenze zu Kals am Großglockner und der Landesgrenze zu Kärnten. Der nördlichste Punkt des Gemeindegebietes an der Grenze zu Kals am Großglockner und Kärnten wird von der Südlichen Talleitenspitze (3113 m) gebildet. Nach Westen verläuft die Gemeindegrenze zu Kals über mehrere wichtige Gipfel der Schobergruppe, den Glödis (3206 m), den Ralfkopf (3106 m), den Debantgrat (3055 m) und den Hochschober (3242 m). Auch an der Grenze zu Kärnten liegen mehrere Dreitausender der Schobergruppe. Es sind dies von Norden nach Süden der Gössnitzkopf (3096 m), der Keeskopf (3081 m) und der Hohe Perschitzkopf (3125 m). Im Bereich des Zettersfelds liegt zudem der vielbesuchte Gipfel der Schleinitz (2904 m).

### Gewässer

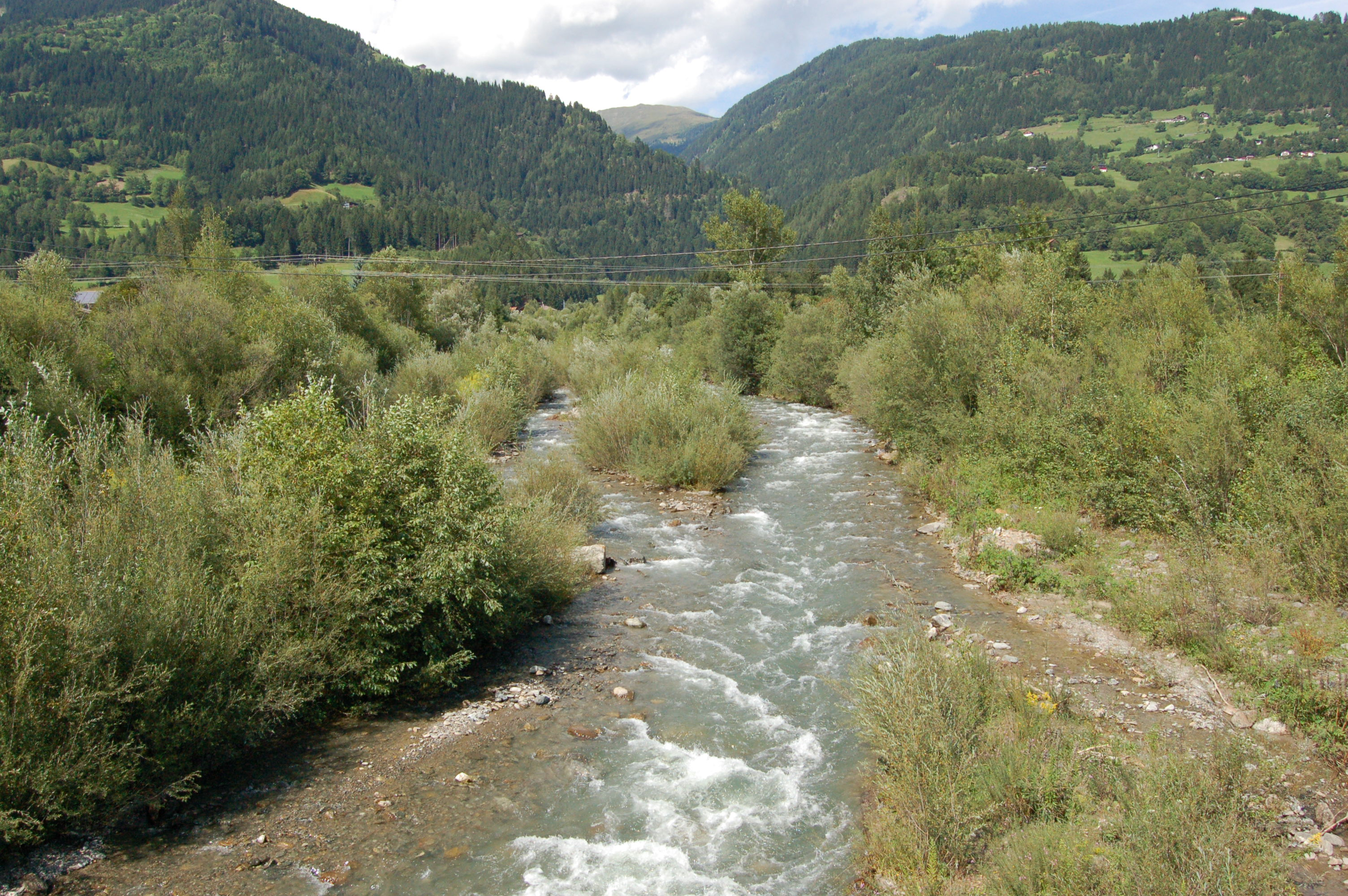
Der Debantbach im Ortsteil Debant

Bestimmender Bach des Gemeindegebiets ist der Debantbach, der als einer der wenigen Fließgewässer des Nationalparks Hohe Tauern nicht durch einen Gletscher, sondern ausschließlich aus Quellen gespeist wird. Im Oberlauf ist der Bach noch größtenteils unverbaut und kann ungehindert mäandrieren. An der Seichenalm bildet der Bach einen kleinen Weiher, der teilweise verlandet ist und Moorcharakter aufweist. Im Bereich des Debanttals bestehen weitere Niedermoore und Zwischenmoore. Im Unterlauf wird der Debantbach durch drei Kraftwerksstufen energiewirtschaftlich genutzt. Rechtsseitig liegen alle Zuflüsse des Debantbachs auf dem Gemeindegebiet von Nußdorf-Debant. Es sind dies Mirnitzbach, Schulterbach, Trelebitschbach, Nußdorfer Bach sowie weitere kleinere Bachläufe. Linksseitig gehören Gössnitzbach und Perschnitzbach zum Gemeindegebiet, die übrigen linksseitigen Zuflüsse gehören zu Dölsach. Außerhalb des Debanttals durchfließt der Wartschenbach das östliche Gemeindegebiet. Er entspringt am Zettersfeld und fließt nach Südosten dem Mündungsbereich von Debantbach und Drau in der Gemeinde Dölsach zu. Die Drau selbst bildet im Süden von Nußdorf-Debant auf einer Länge von rund einem Kilometer die Grenze zu Tristach. Nußdorf-Debant verfügt über einige kleinere Bergseen, die im Oberlauf kleinerer Bäche liegen. Der größte der Bergseen ist der Trelebitschsee.

### Klima

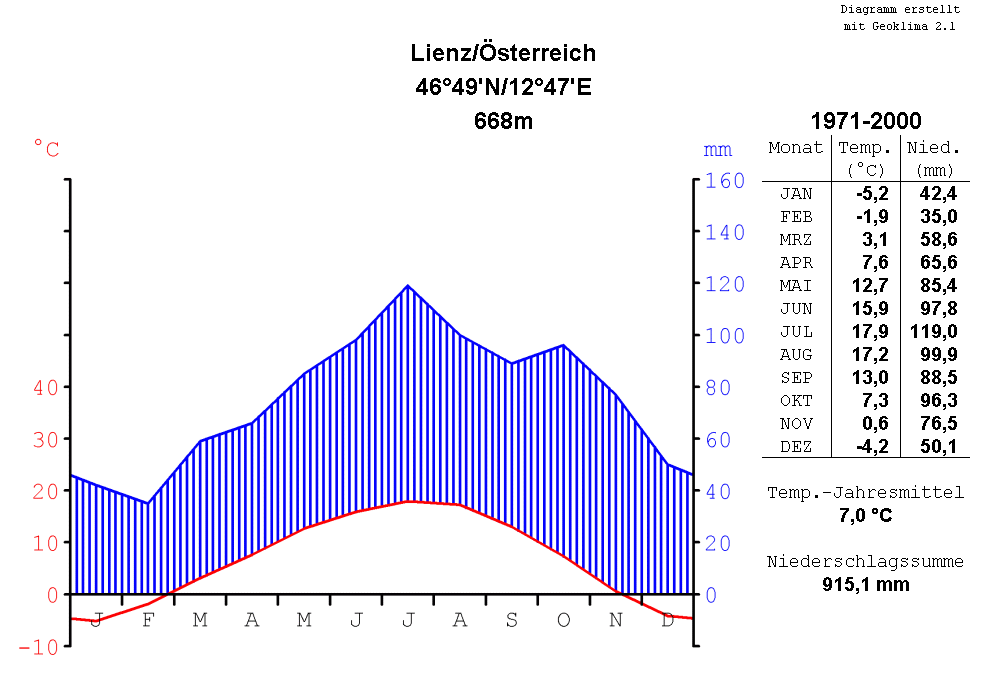
Klimadiagramm der benachbarten Bezirkshauptstadt Lienz

Da in Nußdorf-Debant keine Messstation existiert, fehlen exakte Aufzeichnungen über das Klima der Gemeinde. Es ist jedoch auf Grund der Nähe der Siedlungen zur Wetterstation in der Bezirkshauptstadt Lienz mit den dort gemessenen Klimadaten vergleichbar. Der kälteste Monat des Jahres ist im Lienzer Becken der Jänner, die höchsten Temperaturen werden in den Sommermonaten Juli und August gemessen. Die höchsten Niederschläge fallen ebenfalls in den Sommermonaten, wobei der Monat Oktober fast ebenso niederschlagsreich ist. Nebel tritt im Lienzer Becken selten auf, jedoch bilden sich im Winter auf Grund von Inversionswetterlagen mächtige Kaltluftseen.

## Geschichte

### Namensgeschichte

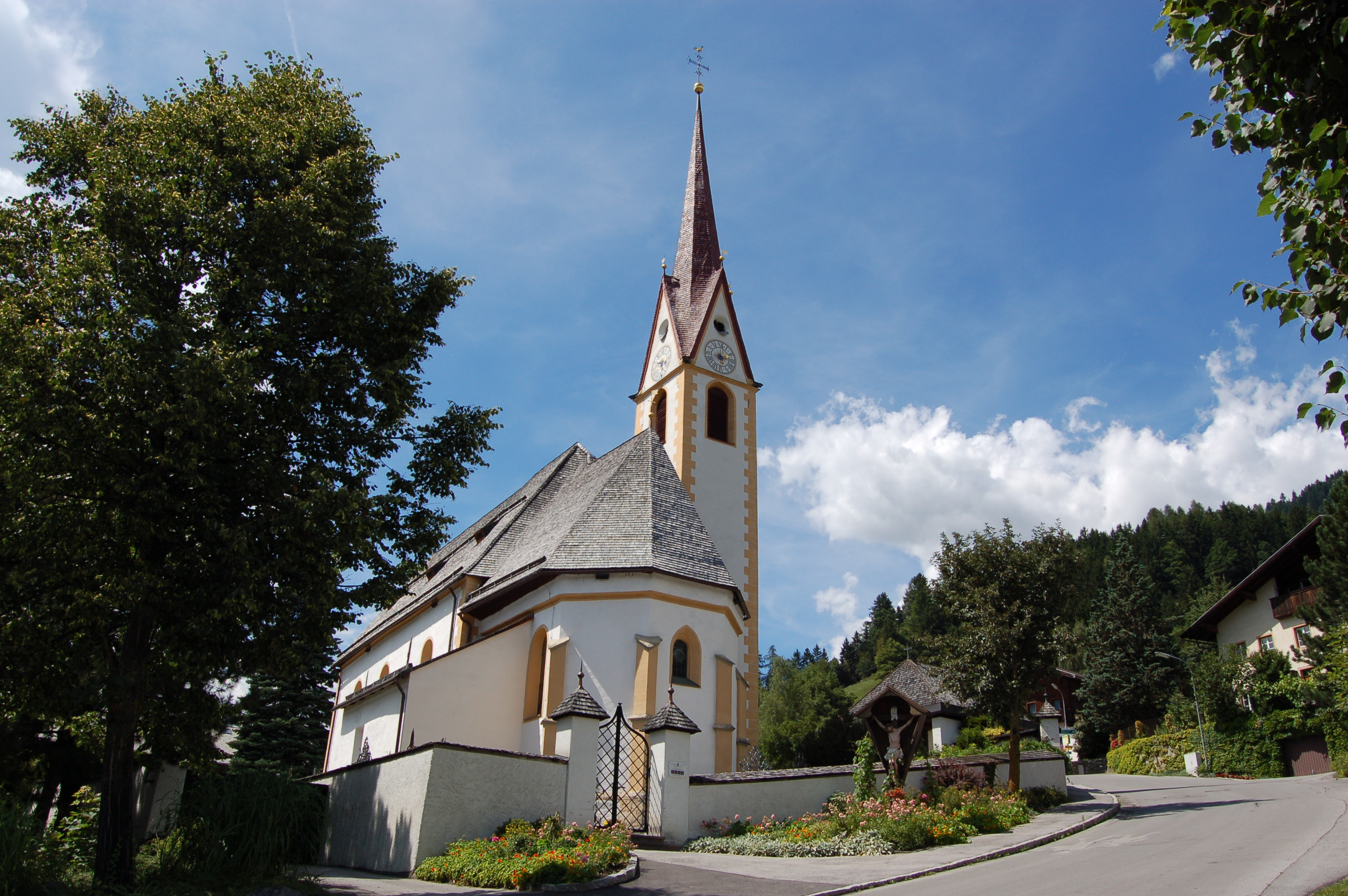
Nußdorfer Pfarrkirche

Nußdorf wurde erstmals im zwischen 1065 und 1072 entstandenen Traditionsbuch des Hochstiftes Brixen genannt. Der Edle Scrot, vermutlich ein Abkömmling aus dem Hochadel, schenkte durch einen Vertrag seinen gesamten Besitz in Nußdorf („in loco Nuzdorf“) dem Hochstift Brixen. Auch ein gewisser Pancratius, der in einem Abhängigkeitsverhältnis zum Hochstift Brixen stand, schenkte dem Domkapitel Brixen zusammen mit seinem Sohn eine Hube in Nußdorf. Debant schien in den erhaltenen Urkunden erstmals 1274 auf, als Heinrich Suewus der Kirche zu Nußdorf einen Acker in „dewin“ (Debant) schenkte. Die erste belegte Nennung von Debant ist zugleich die erste urkundliche Erwähnung der Nußdorfer Kirche, die zur Pfarre Dölsach gehörte.
Während sich der Ortsname Nußdorf vermutlich von den hier wachsenden Nussbäumen ableitet, geht der Ortsname Debant (die Betonung liegt auf der ersten Silbe) auf den gleichnamigen Bach zurück. Die Wortherkunft des Namens Debant hat sich in der heute noch gebräuchlichen, mundartlichen Form „Deb'n“ erhalten und besitzt keltische Wurzeln, die wie die lateinischen Wörter „divius“ und „divinus“ vom Urwort für „göttlich“ abgeleitet werden. Der Namenforscher Eberhard Kranzmayer vermutete zudem, dass der Name von den Slawen durch das altslawische Wort „devina“ (Mädchen) konserviert wurde.

### Urgeschichte und Antike

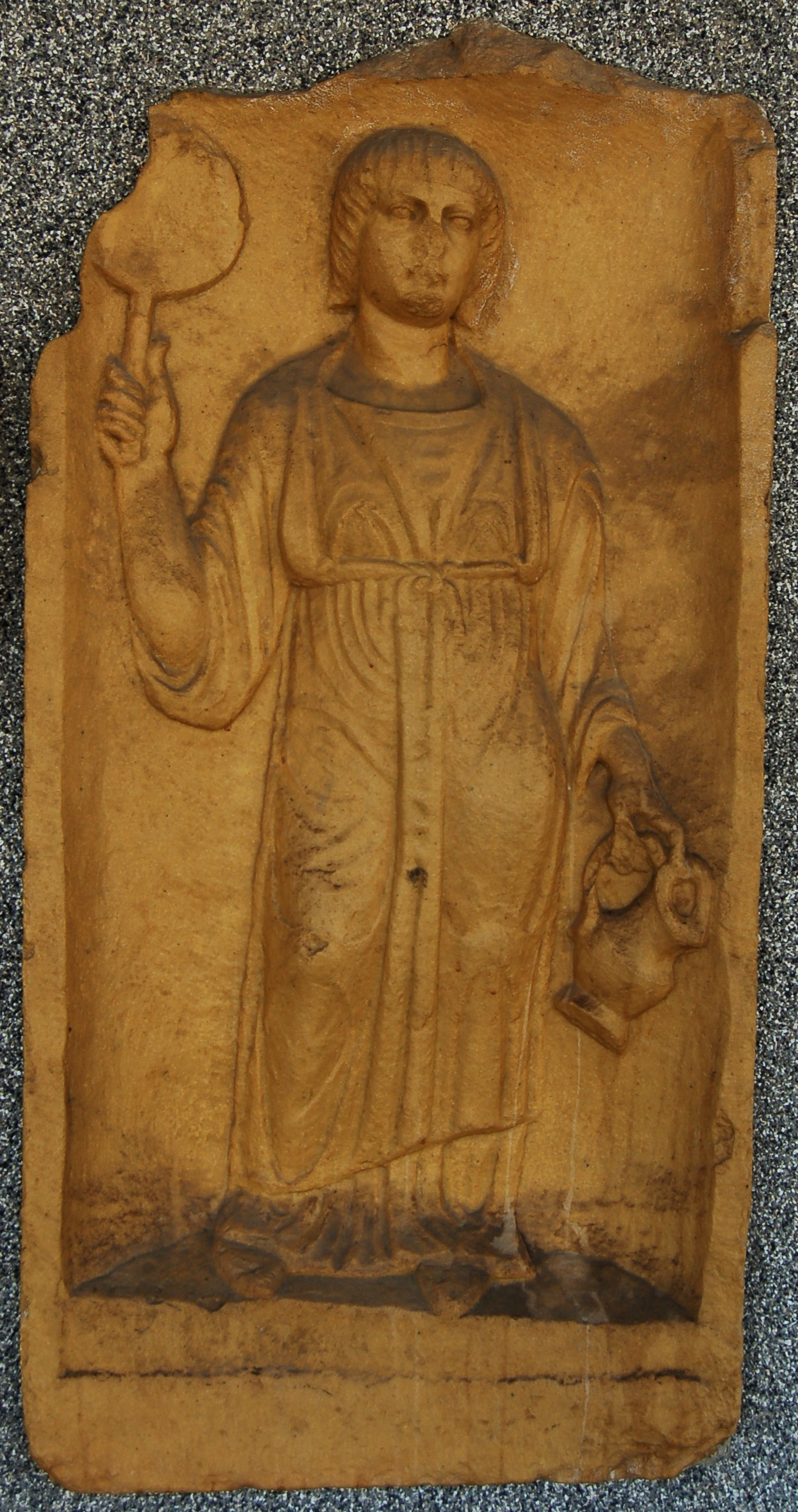
Reliefstein „Norisches Mädchen“ aus der Römerzeit, Wappenfigur von Nußdorf-Debant

Das heutige Gemeindegebiet von Nußdorf-Debant war bereits im Spätneolithikum besiedelt. Grabungen in den 1980er Jahren auf dem Breitegg förderten eine Siedlung zutage, die bereits um 1900 bis 1800 vor Christus bewohnt war. Nachdem zunächst Siedler mit enger Bindung zum Kulturraum Laibachs auf dem Breitegg lebten, siedelten sich um 1200 v. Chr. Vertreter der Laugen-Melaun-Kultur aus dem Etschtal hier an. Nach einem möglicherweise gewaltsamen Ende dieser Kultur um 900 v. Chr. diente die Siedlung ab der frühen Eisenzeit in verkleinerter Form überwiegend dem Gewerbe. Der Siedlungsplatz wurde überwiegend zur Keramik- und Tucherzeugung sowie als Standort einer Kupferschmelze genutzt. Um 700 v. Chr. wurde der Ort nach einem Brand verlassen.
In den folgenden Jahrhunderten blieb der Lienzer Talboden weiterhin ein Durchgangsland verschiedener Kulturen. Im Laufe des 2. Jahrhunderts v. Chr. wanderten die Kelten in das Lienzer Becken und gliederten es ab 100 v. Chr. in das Königreich Noricum ein. Um 15 v. Chr. integrierten die Römer Noricum friedlich in das Römische Reich. Die Römer errichteten im Lienzer Becken die Stadt Aguntum, das Zentrum der Stadt lag in der Nachbargemeinde Dölsach. Römische Ruinen auf dem heutigen Gemeindegebiet wurden im 16. Jahrhundert in den Reisebeschreibungen „Histria“ des Dichters Johann Putsch erstmals genannt. Die niedrigen Gewölbe und Gänge der Hypokaustenanlagen führten zur Sage, dass hier eine „Zwergenstadt“ bestanden habe. Untersuchungen mittels Bodenradar durch die Universität Innsbruck im Jahr 2006 führten zur Entdeckung der Villa eines römischen Kaufmanns in der Flur „Gline“. Bei Grabungsarbeiten in den Jahren 2007 und 2008 konnten Teile dieser Villa mit den größten römischen Fußbodenmosaiken Tirols freigelegt werden.

### Mittelalter
Nachdem germanische Stämme ab dem 3. Jahrhundert n. Chr. Aguntum immer wieder verwüstet hatten, kam es 610 bei Aguntum zu einer entscheidenden Schlacht zwischen den von Norden vordringenden Baiern und den von Osten vorstoßenden Slawen. Die siegreichen Slawen besiedelten in der Folge das Lienzer Becken und die Iselregion und gliederten das Gebiet in das Fürstentum Karantanien ein. Im 8. Jahrhundert geriet Karantanien unter die Kontrolle des Herzogtum Bayern und das Lienzer Becken sowie die Iselregion wurden nach und nach von bairischen Kolonisten besiedelt. Herzog Tassilo III. leitete 769 durch die Gründung des Klosters Innichen zudem die Christianisierung der Region ein. Dadurch wurden die Sprache und die Kultur der Slawen allmählich von den Kolonisten verdrängt. Das Gebiet Nußdorf-Debants unterstellte Kaiser Karl der Große 811 mit dem Gebiet links der Drau kirchlich dem Erzbistum Salzburg. Da die Baiern bis zur Mitte des 10. Jahrhunderts ihren Machtbereich sukzessive ausdehnen konnten, trennte Kaiser Otto II. das Herzogtum Kärnten von Bayern ab, das im Westen bis in die Tauernregion reichte und das Lienzer Becken umfasste.
Der Westen Kärntens gehörte im Hochmittelalter zur Grafschaft Lurngau und wurde ab dem 12. Jahrhundert bis zum Beginn der Neuzeit von den Grafen von Görz regiert, die ihre Grafschaft ausgehend von ihrem Machtzentrum Lienz bis an die Adriaküste ausdehnten. Das Urbar der Görzer Grafen aus dem Jahr 1299 hielt durch die festgehaltenen Naturalzinse erstmals auch Daten zur Wirtschaftsstruktur des heutigen Gemeindegebiets fest. Die Landwirtschaft war zu dieser Zeit stark auf die Vieh- und Milchwirtschaft fokussiert, 1380 umfassten die beiden auf dem Gebiet bestehenden Rotten Ober- und Unternußdorf 30 Höfe, die fast ausschließlich dem Freistiftrecht unterlagen. Auf einem der Höfe lebte ab 1331 die kleinadelige Familie Murgot, die ihren Hof zu einem Ansitz im gotischen Stil ausbaute. Die kleine, zur Pfarre Dölsach gehörende Filialkirche wurde um die zweite Hälfte des 15. Jahrhunderts neu errichtet oder zumindest stark ausgebaut.

### Neuzeit

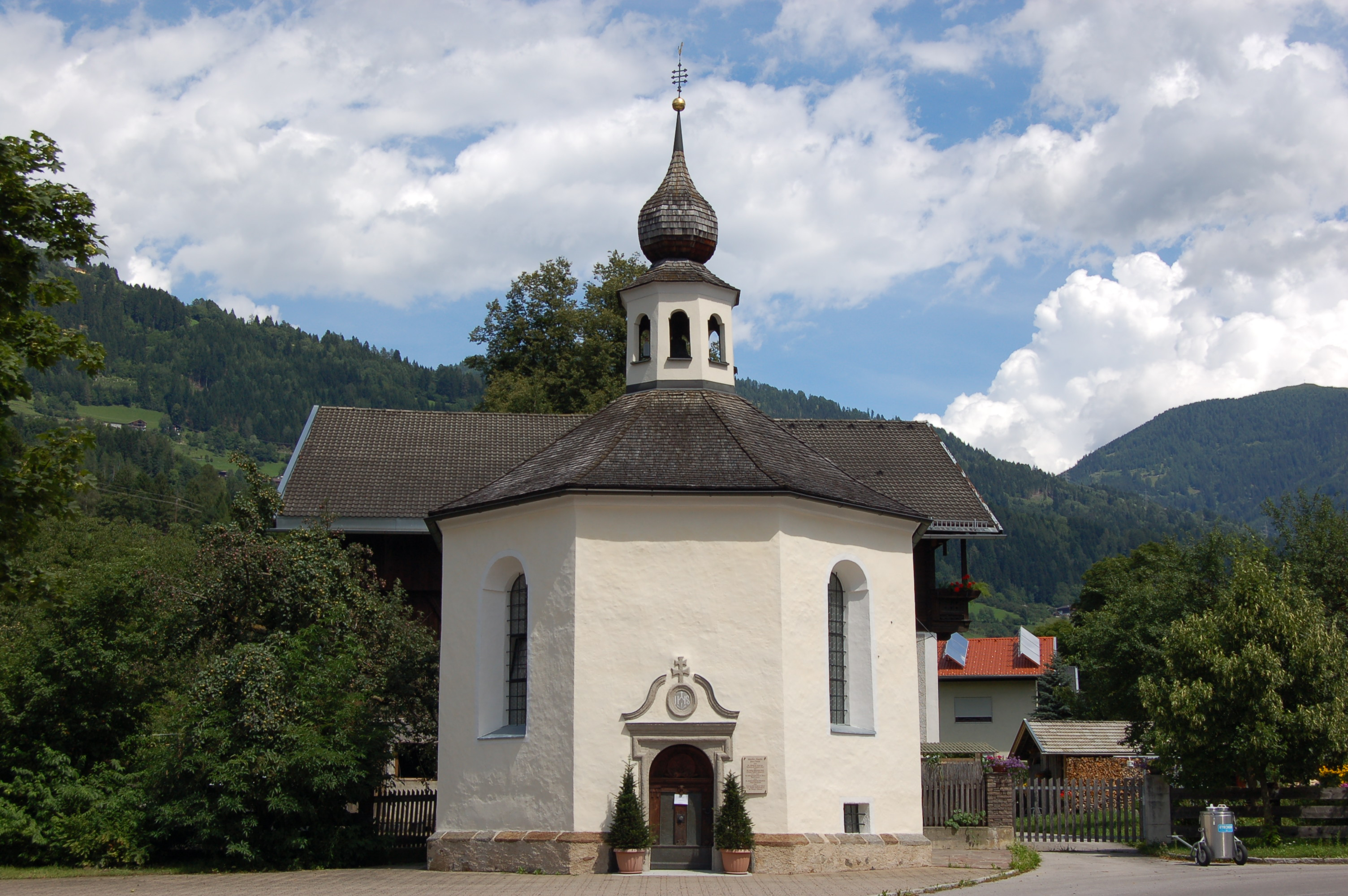
Die Sankt-Silvester-Kapelle aus dem 17. Jahrhundert

Nach dem Tod Graf Leonhards von Görz fielen die Görzer Besitzungen im Jahre 1500 an Maximilian I., der diese im Februar 1501 an die Grafschaft Tirol angliederte. Maximilian behielt nur die Landeshoheit und verkaufte 1501 die Grafschaft Görz an Michael von Wolkenstein-Rodenegg weiter. Durch den Verkauf der Herrschaft scheiterte die geplante Umwandlung des Freistiftrechts in Erblehen.
Aufzeichnungen aus dem 16. Jahrhundert ermöglichten erstmals einen geschlossenen Überblick über die bestehenden Höfe und Grundherrschaften zu dieser Zeit. Der Grundsteuerkataster des Landesgerichts Lienz von 1575 belegt für die Rotte Unternußdorf 18 und für die Rotte Obernußdorf 27 bäuerliche Wirtschaftseinheiten. Die Grundherrschaften über die bäuerlichen Betriebe waren in der Hand weltlicher und kirchlicher Herren, jedoch so stark zersplittert, dass keine vorherrschende Grundherrschaft vorhanden war. Während die kirchlichen Grundherrschaften und die Pfandherrschaft Lienz dauerhafte Eigentümer waren, kam es bei den adeligen und den vereinzelten bürgerlichen Grundherrschaften zu einem ständigen Besitzwechsel. Neben den bäuerlichen Betrieben existierte kaum Gewerbe, jedoch ließ Freiherr Christoph von Wolkenstein 1564 ein Messingwerk in Lienz errichten, das über Betriebsanlagen in der Rotte Obernußdorf verfügte. Das Messingwerk verarbeitete Erz aus Ost- und Südtirol und wurde 1824 aufgelassen.
Nach dem Konkurs der Grafen Wolkensteiner erwarb 1653 das Haller Damenstift das Landgericht Lienz mit den Rotten Ober- und Unternußdorf. Die Nußdorfer Kirche wurde in der zweiten Hälfte des 17. Jahrhunderts erweitert. 1670 errichteten Stifter zudem in dem zu dieser Zeit kleinen Weiler Debant die Sankt-Silvester-Kapelle. Die Reorganisation des Pfarrwesens durch Kaiser Joseph II. führte 1785 zur Erhebung der Nußdorfer Filialkirche zur Lokalkaplanei für die Rotten Ober- und Unternußdorf.

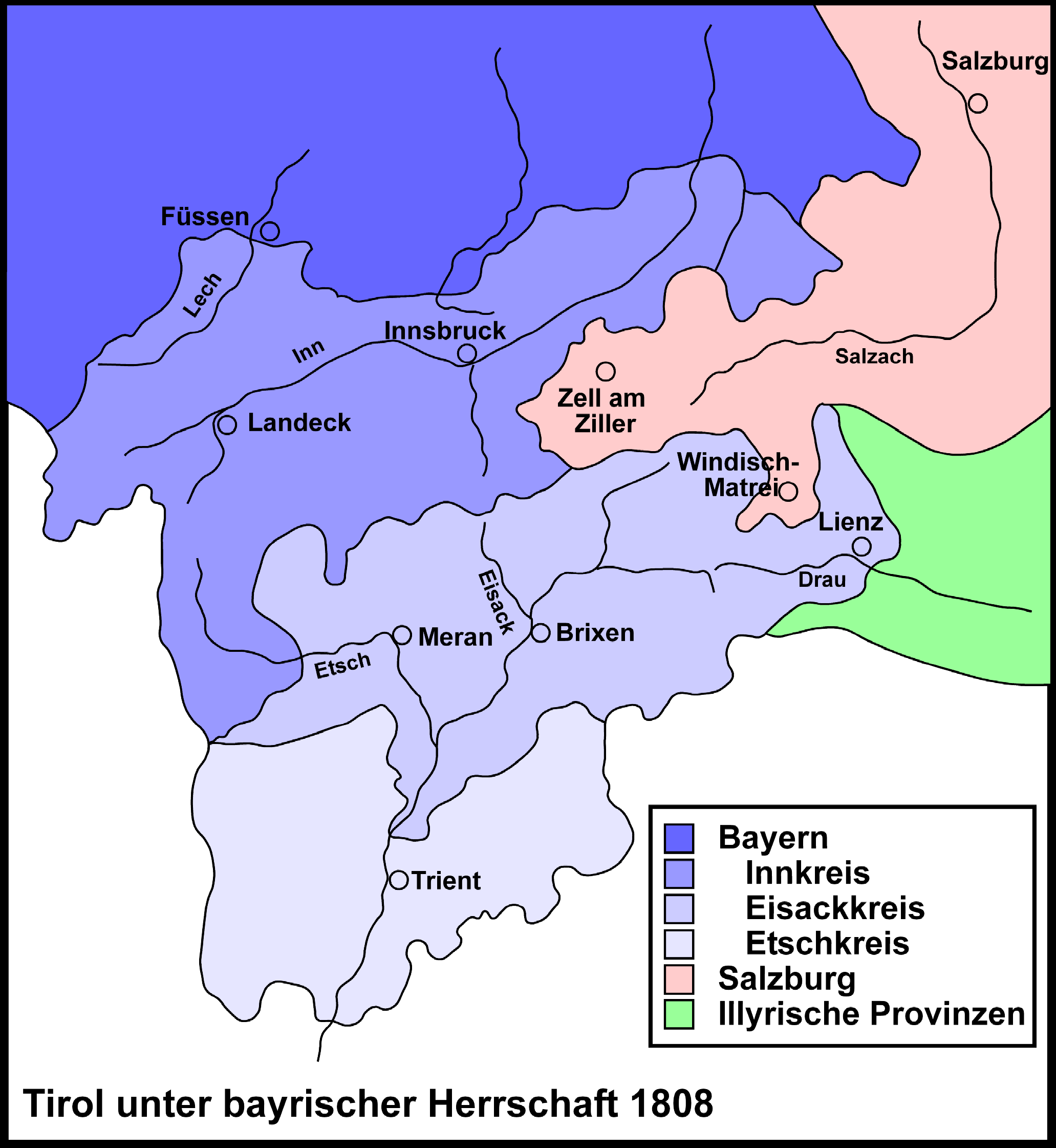
Das Lienzer Becken als Teil des Eisackkreises 1808

Die Niederlagen Österreichs in den Koalitionskriegen gegen Napoleon Bonaparte führten 1805 zur Abtretung Tirols an Bayern. Nach der Besetzung von Lienz im August 1809 unter General Rusca entschieden jedoch die Tiroler und Sextener Schützen die Schlacht an der Lienzer Klause für sich. Als Vergeltung ließ Rusca die Dörfer des Lienzer Beckens am 8. August in Brand stecken. In Debant brannten im Zuge der Brandstiftung elf Häuser nieder. Nach der endgültigen Besetzung Osttirols durch französische Truppen im Dezember 1809 wurden Ober- und Unternußdorf mit dem übrigen Osttirol in die Provinz Oberkärnten der Illyrischen Provinzen eingegliedert und gehörten dem Kanton Lienz an. Bereits 1813 endete die Fremdherrschaft und unter Kaiser Franz I. wurde die Verwaltungsgliederung der Illyrischen Provinzen wieder aufgehoben. Osttirol wurde in das Land Tirol eingegliedert und die Rotten zu politischen Gemeinden erhoben. Auf dem heutigen Gemeindegebiet von Nußdorf-Debant entstanden die Gemeinden Obernußdorf und Unternußdorf.
Das dringendste Problem der bäuerlichen Bevölkerung stellte in der Folge die weiterhin bestehende Abgabenbelastung durch das Freistiftrecht dar. 1835 gelang es dem Brunecker Kreishauptmann Theodor von Kern, die Hälfte aller Abgaben streichen zu lassen. Die Revolution von 1848 führte zur endgültigen Bauernbefreiung und Grundentlastung. Da sich der frühe Alpinismus vor allem auf das Gebiet von Großglockner und Großvenediger konzentrierte, profitierten Ober- und Unternußdorf zunächst kaum vom Tourismus. Die Errichtung der Lienzer Hütte 1890 erschloss zwar das Debanttal, dennoch konnten sich die beiden Gemeinden nicht als touristische Ziele etablieren. Da größere Gewerbebetriebe fehlten, blieben Ober- und Unternußdorf bis zum Zweiten Weltkrieg fast ausschließlich bäuerlich geprägte Gemeinden.

### Zwischenkriegszeit und Zweiter Weltkrieg
Wirtschaftlich litt die bäuerliche Bevölkerung nach dem Ende Österreich-Ungarns auf Grund der möglichen Selbstversorgung weniger stark als die städtische Bevölkerung. Die Weltwirtschaftskrise führte jedoch ab dem Ende der 1920er Jahre zu Zwangsversteigerungen bäuerlicher Betriebe in Osttirol. Von der wirtschaftlichen Not profitierte die NSDAP, deren Propaganda sich ab Februar 1931 auf Lienz und die angrenzenden Gemeinden konzentrierte. 1934 lag der Anteil der Parteimitglieder der NSDAP in Unternußdorf bereits bei 8,4 %, dem zweithöchsten Wert einer Gemeinde in Osttirol, zudem bestand in Unternußdorf eine der wenigen SA-Formationen. Nach dem „Anschluss“ Österreichs an das Deutsche Reich erfolgte in Unter- und Obernußdorf die Gleichschaltung sowie Einbindung der Bevölkerung in die nationalsozialistischen Teilorganisationen. Mit einem Anteil von 51,9 % Mitgliedern der NSDAP an der Einwohnerzahl erreichte Nußdorf schließlich den höchsten Wert aller Osttiroler Gemeinden. Die nach 1938 einsetzende Verfolgung der politischen Gegnerschaft kostete zwei Debanter Gemeindebürger das Leben. Johann Edlinger starb 1942 im KZ Dachau, Johann Mentil kurz nach der Befreiung des Konzentrationslagers. Osttirol wurde 1938 dem Gau Kärnten zugeschlagen, per 1. April 1939 folgten zahlreiche Gemeindezusammenlegungen, in deren Folge Obernußdorf und Unternußdorf zur Gemeinde Nußdorf vereinigt wurden. Von der Entschuldung der bäuerlichen Betriebe profitierten die Unternußdorfer Bauern überproportional stark, rund die Hälfte der Höfe wurde entschuldet. Bei der Entschuldung handelte es sich in der Regel jedoch um propagandistische Umschuldungen, bei denen zwar bestehende Zinsen und Tilgungen verringert wurden, kurzfristig zu begleichende Schulden jedoch vom Deutschen Reich übernommen und in langfristige Schulden umgewandelt wurden.
Die Bombardierung der benachbarten Bezirkshauptstadt Lienz wirkte sich am 28. Februar 1945 auch auf Nußdorf aus. US-Bomber warfen an diesem Tag ihre Last über Nußdorf ab und zerstörten oder beschädigten mehrere Gebäude schwer. Nach Kriegsende zogen große Kosakenverbände in das Lienzer Becken und lagerten teilweise in Nußdorf. Während die Pferde der Einheiten große Teile der Ernte fraßen, dienten das Nußdorfer Schulhaus und das angrenzende Gasthaus den Kosaken als Lazarett. Die Kosaken wurden jedoch noch im Juni von der britischen Armee an sowjetische Einheiten ausgeliefert, wobei alleine bei der „Lienzer Kosakentragödie“ hunderte Kosaken zu Tode kamen. Vom Kriegseinsatz in den deutschen Kampfverbänden kehrten 41 Einwohner der Gemeinde nicht mehr zurück.

### Nußdorf-Debant ab 1945

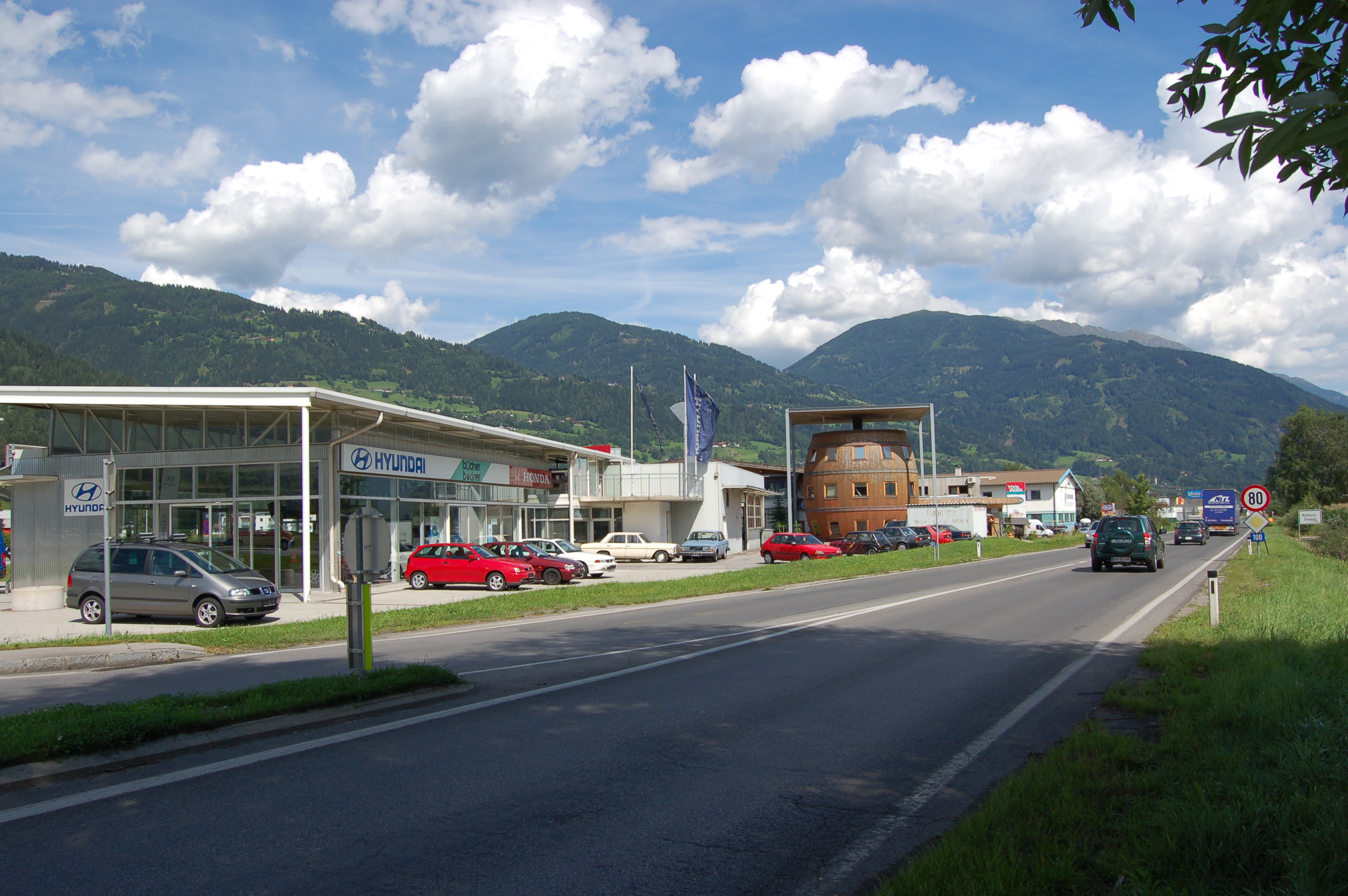
Betriebsansiedlungsgebiet an der Drautal Straße

Nach der Beseitigung der Kriegsschäden investierte die Gemeinde Nußdorf-Debant Anfang der 1950er Jahre stark in Infrastruktur. Sie errichtete ein neues Gemeindehaus und baute die Wasserversorgung aus. 1955 wurde in Debant ein SOS-Kinderdorf eröffnet. Ab 1956 prägte Bürgermeister Andrä Idl die Gemeindepolitik. Der SPÖ-Politiker und Landtagsabgeordnete forcierte die Ansiedlung von Gewerbe- und Industriebetrieben und förderte zugleich den Wohnbau im Ortsteil Debant. Die Investitionen führten insbesondere in Debant zu einem starken Bevölkerungswachstum, bereits Anfang der 1970er Jahre hatte sich die Einwohnerzahl der Gemeinde gegenüber den Nachkriegsjahren mehr als verdoppelt. Auf Grund der Einwohnerentwicklung realisierte die Gemeinde zahlreiche Infrastrukturprojekte in Debant. 1962 wurde eine Volksschule, 1967 ein Mehrzweckhaus mit Gemeindeamt (Sportforum), 1970 eine Hauptschule und 1973 ein Friedhof in Debant eröffnen. Zudem errichtete die katholische Kirche das Pfarrvikariat Debant mit einer modernen Kirche, die 1970 ihrer Bestimmung übergeben wurde. Der Verlagerung des Gemeindemittelpunkts nach Debant trug der Gemeinderat 1969 mit der Umbenennung des Ortes von „Nußdorf in Osttirol“ in „Nußdorf-Debant“ Rechnung.
In den 1980er und 1990er Jahren folgten weitere Investitionen in das Kanalnetz, den Ausbau der Wasserversorgung sowie den Straßenbau. 1987 konnte der Weg in das Debanttal fertiggestellt und somit die Erschließung der abgelegenen Hofstellen forciert werden. Zudem modernisierte und erweiterte die Gemeinde die zentralen Infrastrukturbauten in Nußdorf und Debant. Das Mehrzweckhaus Nußdorf (Schule, Kindergarten, Bücherei, Feuerwehr, Mehrzwecksaal und Vereinslokale) wurde 1988 eröffnet, das Gemeinde-, Sport- und Freizeitzentrum mit Feuerwehrhaus, Bau- und Müllhof sowie umfangreiche Sportanlagen stellte die Gemeinde 1995 fertig. Durch den Trend zur Siedlungstätigkeit im Umland von Lienz profitierte Nußdorf-Debant weiterhin stark vom Zuzug in die Gemeinde. In den Jahren 1980 bis 1995 wurden daher rund 400 Wohneinheiten in verdichteter Bauweise, insbesondere Reihenhäuser und Kleinwohnblöcke errichtet. Auf Grund der gewachsenen Bedeutung erhob die Tiroler Landesregierung die Gemeinde Nußdorf-Debant mit dem 1. Juni 1995 zur Marktgemeinde.
Neben dem starken Wachstum prägten vor allem schwere Überschwemmungen und Vermurungen die Geschichte der Gemeinde in der zweiten Hälfte des 20. Jahrhunderts. Durch die Hochwasserkatastrophen in den Jahren 1965 und 1966 wurden drei Häuser zerstört und Teile des Gemeindegebietes vermurt. Der Ausbruch des Wartschenbaches im Jahr 1995 sowie zwei weitere Hochwasserereignisse am Warteschenbach 1997 führten zu schweren Überschwemmungen in der Wartschenbachsiedlung. Der Wartschenbach wurde daher noch stärker durch Wildbachverbauungen gesichert.

## Bevölkerung

### Bevölkerungsstruktur
2011 lebten in der Gemeinde Nußdorf-Debant 3.227 Menschen. Laut der Volkszählung 2001 waren 97,4 % der Bevölkerung österreichische Staatsbürger (Tirol: 90,6 %), bis zum Jahresanfang 2008 sank der Wert nur unbedeutend auf 97,1 %. Zur römisch-katholischen Kirche bekannten sich 2001 94,2 % der Einwohner (Tirol: 83,4 %), 2,2 % waren evangelisch und 1,0 % islamischen Glaubens. 1,5 % der Bevölkerung hatten kein religiöses Bekenntnis.
Der Altersdurchschnitt der Gemeindebevölkerung lag 2001 deutlich unter dem Landesdurchschnitt. 20,5 % der Einwohner Nußdorf-Debants waren jünger als 15 Jahre (Tirol: 18,4 %), 64,4 % zwischen 15 und 59 Jahre alt (Tirol: 63,0 %). Der Anteil der Einwohner über 59 Jahre lag bei 15,1 % (Tirol: 18,6 %). Bis zum Jahresbeginn 2008 stieg der Altersdurchschnitt der Bevölkerung von Nußdorf-Debant an. Während der Anteil der unter 15-Jährigen auf 17,9 % sank und die Bevölkerung im Alter zwischen 15 und 59 Jahre leicht auf 64,1 % fiel, erhöhte sich der Anteil der Einwohner über 59 Jahre auf 18 %. Nach dem Familienstand waren 2001 49,9 % der Einwohner von Nußdorf-Debant ledig, 42,0 % verheiratet, 4,4 % verwitwet und 3,7 % geschieden.

### Bevölkerungsentwicklung
EinwohnerJahr5001000150020002500300035001860189019201950198020102040EinwohnerEinwohnerentwicklung von Nußdorf-Debant
Die Einwohnerzahl von Nußdorf-Debant blieb von der Mitte des 19. Jahrhunderts bis zum Ende des Ersten Weltkriegs nahezu unverändert. Danach erhöhte sich das Bevölkerungswachstum langsam, eine deutliche Steigerung der Bevölkerungszahlen erfolgte jedoch erst nach dem Ende des Zweiten Weltkriegs. Die Nähe zur Bezirkshauptstadt Lienz, die Lage an der Bundesstraße sowie Investitionen in die Infrastruktur führten insbesondere im Ortsteil Debant zu einer starken Bautätigkeit. Neben dem Wohnbau förderte die Gemeindepolitik eine verstärkte Ansiedelung von Gewerbe- und Wirtschaftsbetrieben. Nachdem 1951 die Bevölkerungszahl gegenüber 1939 bereits um 23 % gestiegen war, verdoppelte sie sich bis 1971. Das Bevölkerungswachstum ging in der Folge leicht zurück, war jedoch noch immer so hoch, dass sich die Einwohnerzahl bis 2001 um weitere 80 % erhöhte. Die Einwohnerzahl der Gemeinde stieg nach dem Jahr 2001 weiter an und erreichte im Jahr 2008 einen neuerlichen Höchststand. Neben einer positiven Wanderungsbilanz trug vor allem der Geburtenüberschuss seit dem Jahr 2002 maßgeblich zum Bevölkerungswachstum bei.

## Kultur und Sehenswürdigkeiten

### Sehenswürdigkeiten

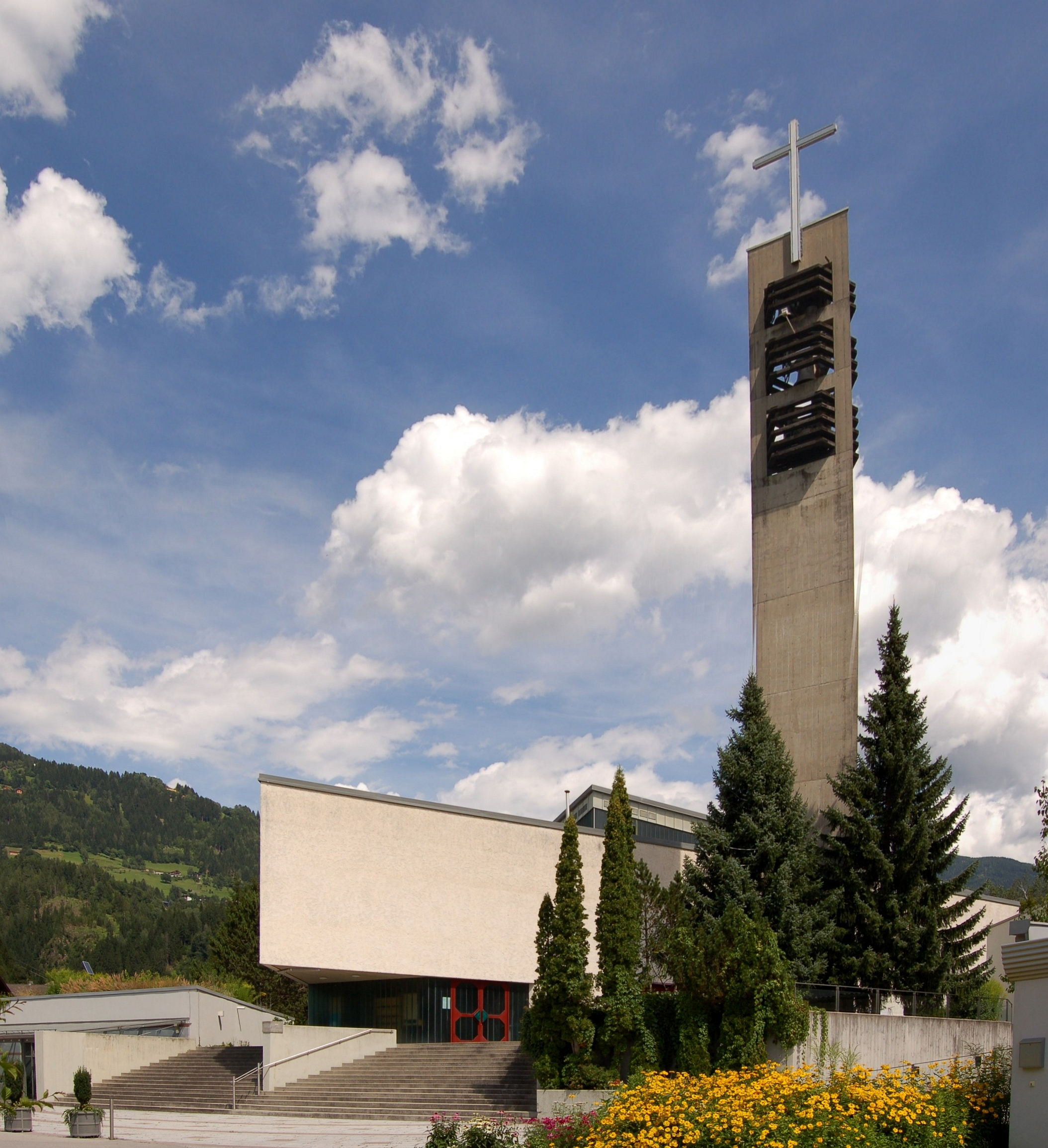
Die 1970 eröffnete Debanter Kirche

Der älteste Sakralbau der Gemeinde ist die Nußdorfer Pfarrkirche. Sie wurde um 1450 an Stelle eines älteren Baus im gotischen Stil errichtet und in der zweiten Hälfte des 17. Jahrhunderts erweitert. Die klassizistische Umgestaltung des Innenraums erfolgte in der ersten Hälfte des 19. Jahrhunderts. Der Ortsteil Debant besaß lange Zeit nur die Sankt-Silvester-Kapelle aus dem Jahr 1670. Der oktogonale Bau mit einer acht Fenster umfassenden Laterne und einer Zwiebelhaube ist außen mit einer Sonnenuhr und einer Darstellung des Viehpatrons Silvester geschmückt. Innen verfügt die Kapelle über einen Altar mit der Darstellung der Gründungslegende der Kapelle und ein mit sternartigen Stuckrippen verziertes Kuppelgewölbe. Auf Grund des starken Bevölkerungswachstums in Debant nach dem Zweiten Weltkrieg wurde in diesem Ortsteil 1970 eine moderne Kirche eröffnet, die im Jahr 2000 zur Debanter Pfarrkirche erhoben wurde. Der Kirche und dem Vorplatz liegt im Grundriss ein gleichschenkeliges Dreieck zu Grunde, das zu einem regelmäßigen Sechseck weiterentwickelt wurde. Der 26 Meter hohe Turm ist freistehend und wurde in Sichtbeton ausgeführt.
Neben den Sakralbauten befindet sich in Nußdorf ein kulturhistorisch bedeutender Profanbau. Der Ansitz Staudach oberhalb der Pfarrkirche ist in seiner Grundsubstanz ein gotisches Bauwerk. Dieses zeichnet sich durch seine geschlossene, hohe und gemauerte Bauweise aus. Die im Spätmittelalter und in der späten Neuzeit bedeutenden Familien Staudach und Murgoth zählten unter anderem den Ansitz zu ihren Besitztümern.

### Kultur und Brauchtum
Als besonderer Brauch hat sich in Nußdorf-Debant wie in anderen Gemeinden um Lienz das „Krapfenschnappen“ oder „Krapfenschnaggln“ um Allerheiligen erhalten. Bei diesem Brauch ziehen unmaskierte Kinder in weißen Hemden durch die Dörfer, die lange Stangen mit sich tragen, auf denen nachgebildete Hunde-, Schafe- oder Geißenköpfe angebracht sind. Vor den Häusern der Dörfer beginnen die Kinder mit dem „Schnaggln“, indem sie die Kinnlade der Tierköpfe mit Schnüren auf- und abbewegen, bis das Kommando „Halt“ ertönt. Danach erhalten die Kinder traditionell Krapfen, heute auch Sachspenden oder Geldbeträge, von den Einwohnern. Der Brauch wird vor allem in Nußdorf noch intensiv gepflegt, im Ortsteil Debant wird der Brauch hingegen nur noch von wenigen Kindern ausgeübt.
Auch das Krampusbrauchtum wird in Nußdorf-Debant gepflegt und vom Krampus-Klaubauf-Nikolaus-Brauchtumspflegeverein (Krampusverein) organisiert. Zu den traditionellen Brauchtumsvereinen zählen die Schützenkompanie Nußdorf-Debant und die 1913 gegründete Marktmusikkapelle Nußdorf-Debant. Moderne Musikveranstaltungen wie die jährliche Night of Rock werden von der Kulturoffensive Nussdorf-Debant veranstaltet. Der Theaterverein Nußdorf-Debant besteht seit 1942 und bringt vor allem bäuerliche Stücke zur Aufführung.

### Sport
Das sportliche Leben wird in der Gemeinde vom Sportverein Nußdorf-Debant geprägt, der im ASVÖ organisiert ist. Der Verein wurde am 6. Juni 1963 gegründet. Die älteste Sektion (Eisschießen) wurde bereits 1962 ins Leben gerufen und 1963 in den Verein integriert. In den folgenden Jahren kamen Sektionen für die Sportarten Fußball, Faustball, Tischtennis, Schach, Schisport, Frauenturnen, Volleyball, Eishockey, Tennis und Taekwondo hinzu. Erfolgreichste Sektion ist mit dem FC Wirtschaftsring Nußdorf-Debant der Fußball. Wie alle Osttiroler Vereine gehört der Fußballklub, der seine Heimspiele im Aguntstadion austrägt, dem Kärntner Fußballverband an und spielt derzeit in der zweithöchsten Kärntner Spielklasse, der Unterliga West. Bis zur Saison 2008/09 nahm der Verein an der Meisterschaft der Kärnten Liga teil und gehörte damit zu den erfolgreichsten Fußballvereinen des Bezirks, am Ende dieser Saison erfolgte jedoch der freiwillige Abstieg in die Unterliga West.
Seit der Saison 2000/01 existierte in der Gemeinde zudem der Fußballverein Fortuna Nußdorf-Debant, der im Jahr 2009 jedoch mit dem FC Wirtschaftsring Nußdorf-Debant fusioniert wurde und sich daher auflöste. Die Sektion Eishockey, der EHC Nußdorf-Debant („Ice Tigers“), spielte in der Saison 2007/08 in der 1. Klasse West, der zweitniedrigsten Liga des Kärntner Eishockeyverbands. Im Ortsteil Debant verfügt die Gemeinde über ein Sport- und Freizeitzentrum, das zwischen 1992 und 1995 errichtet wurde. Die Anlage umfasst eine Sportanlage mit vier Freitennisplätzen, einem Eislauf- bzw. Eishockeyplatz und einem Fußballtrainingsplatz sowie eine Tennishalle mit drei Plätzen. Weitere Einrichtungen auf dem Gelände sind eine Erlebnissauna und ein Sportrestaurant.

## Wirtschaft und Infrastruktur

### Arbeitsstätten und Beschäftigte
Die im Rahmen der Volkszählung 2001 durchgeführte Arbeitsstättenzählung ergab in Nußdorf-Debant 138 Arbeitsstätten mit 1.037 Beschäftigten (ohne Landwirtschaft), wobei 89 % unselbstständig Beschäftigte waren. Gegenüber dem Jahr 1991 war die Anzahl der Arbeitsstätten um 50 Einheiten (56,8 %) stark gestiegen. 1945 hatte es in Nußdorf-Debant lediglich acht, 1973 37 Betriebe gegeben. Die Beschäftigungszahlen hatten sich zwischen 1991 und 2001 um 22,6 % erhöht. Wichtigster Wirtschaftszweig in der Gemeinde ist die Sparte „Handel, Reparatur von Kraftfahrzeugen und Gebrauchsgütern“. 2001 waren in diesem Bereich 31 % der Betriebe und 46 % aller Beschäftigten tätig. Zweitstärkste Branche ist die Sachgütererzeugung, die 13 % der Betriebe sowie 15 % alle Beschäftigten umfasst. Weitere wichtige Branchen sind, gemessen an der Zahl der Beschäftigten, das Bauwesen und das Unterrichtswesen. Der größte Betrieb in Nußdorf-Debant ist eine Filiale der Firma Interspar und beschäftigt rund 100 Mitarbeiter, weitere 13 Betriebe boten 20 bis 99 Menschen eine Beschäftigung.
In Nußdorf-Debant lebten 2001 1.307 erwerbstätige Personen, wobei 73 % außerhalb der Gemeinde eine Beschäftigung fanden. Der Großteil der Beschäftigten, rund 63 %, pendelte dabei ins benachbarte Lienz, weitere 14 % verfügten über eine Stelle im übrigen Bezirksgebiet. Rund 23 % der Beschäftigten Gemeindebewohner pendelten nach Nordtirol, andere Bundesländer (insbesondere Kärnten) oder ins Ausland. Gleichzeitig fanden 2001 705 Einpendler Arbeit in Nußdorf-Debant, wobei 80 % aus dem Bezirk Lienz stammten. 203 Einpendlern stammten aus der Bezirkshauptstadt Lienz.

### Landwirtschaft
| Viehbestand | 1953 | 1983 | 1991 | 2008 |
| ----------- | ---- | ---- | ---- | ---- |
| Rinder      | 437  | 528  | 481  | 464  |
| Pferde      | 48   | 11   | 19   | 19   |
| Schweine    | -    | -    | 332  | 136  |
| Schafe      | 266  | 353  | 422  | 110  |
| Ziegen      | 71   | 3    | 11   | 171  |
| Geflügel    | 1245 | 478  | 332  | 251  |

Während 1951 noch 41 % der erwerbstätigen Bevölkerung in der Land- und Forstwirtschaft tätig war, sank dieser Anteil bis 1991 auf 3,7 %. Von den 1960 bestehenden 64 landwirtschaftlichen Betrieben wurden zu dieser Zeit 40 Betriebe im Vollerwerb geführt. 1999 bestanden noch 56 land- und forstwirtschaftliche Betriebe, die insgesamt 3101 ha bewirtschafteten. Dabei wurden 12 Betriebe im Haupterwerb und 36 Betriebe im Nebenerwerb geführt. 7 Betriebe waren im Eigentum von juristischen Personen. Bis zum Jahr 2008 reduzierte sich die Anzahl der Betriebe weiter auf insgesamt 40 Einheiten, darunter zwei Agrargemeinschaften. Während die Zahl der Bergbauernbetriebe trotz der schwierigen Bewirtschaftung relativ stabil blieb, führte der starke Siedlungsdruck im Talboden zu einem starken Rückgang der Betriebe im Ortsteil Debant.
Wichtigster Zweig der Landwirtschaft in Nußdorf-Debant ist die Viehwirtschaft. Im Milchjahr 2007/08 produzierten elf Milchlieferanten 361.817 kg Milch. Daneben spielt für die Betriebe insbesondere die Rinderzucht eine Rolle. Der Anbau von Gerste, Weizen und Roggen war bis in die 1960er Jahre ein wichtiger Einkommenszweig der Bauern, danach wurden diese Getreidesorten immer mehr von Mais verdrängt. Von der 2008 bestehenden landwirtschaftlichen Nutzflächen im Ausmaß von 315,83 ha entfielen 78,43 ha auf Ackerflächen und 237,40 ha auf Grünland. Auf 59 % der verfügbaren Ackerfläche wurde 2007 Ackerfutter angepflanzt, 30 % entfielen auf Mais, 6 % auf Kartoffeln und lediglich 5 % auf Getreide. Neben den Acker- und Grünflächen bestanden 2007 auch 1605,92 ha Almfutterflächen.

### Tourismus

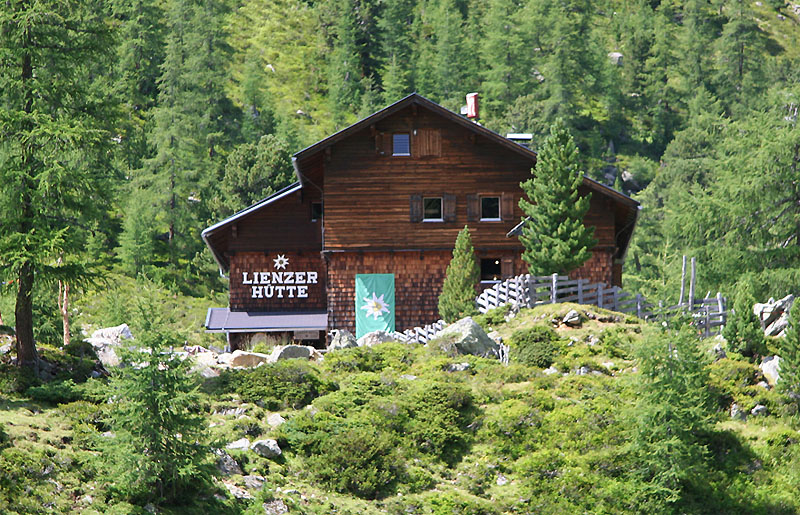
Lienzer Hütte im Debanttal

Der Tourismus spielt im Vergleich zum übrigen Bezirksgebiet eine untergeordnete Rolle, wobei Nußdorf-Debant zu den zehn schwächsten Tourismusgemeinden im Bezirk zählt. Zwischen 1972 und 1992 lag der Durchschnitt bei etwa 20.000 Nächtigungen pro Jahr. Seitdem sind die Nächtigungszahlen fast auf die Hälfte gefallen. So wurden im Sommer 2007 8735 Nächtigungen gezählt, im Winter 2006/2007 waren es 3395 Nächtigungen. 60 % der Gäste in diesem Zeitraum stammen aus dem Ausland, 42 % aller Gäste dabei aus Deutschland. Insgesamt verfügte Nußdorf-Debant 2005 über 280 Gästebetten und belegte in diesem Bereich den 24. Platz im Bezirk Lienz.
Bis 1991 verfügte Nußdorf-Debant über keinen eigenen Tourismusverband. Auf Grund des neuen Tiroler Tourismusgesetzes erfolgte in diesem Jahr die Gründung des Tourismusverbandes Nußdorf-Debant. Ein Anschluss an den Verband Lienzer Dolomiten wurde zunächst abgelehnt. Heute gehört die Gemeinde wie alle übrigen Osttiroler Gemeinden zum Tourismusverband Osttirol, wobei sie in der Ferienregion Lienzer Dolomiten organisiert ist. Hauptattraktion der Gemeinde ist im Sommer das teilweise zum Nationalpark Hohe Tauern gehörende Debanttal mit seinem Netz aus Wanderwegen und den Dreitausendern der Schobergruppe. Als Stützpunkt in diesem Bereich dient die Lienzer Hütte.

### Verkehr und Infrastruktur
Nußdorf-Debant wird von der Drautalstraße B 100 im Süden durchquert, die eine Verbindung zu den Nachbargemeinden Dölsach und Lienz herstellt. Mit der B 107a (Abzweigung Lienz der Großglockner Straße), besteht eine weitere höherrangige Verkehrsverbindung zur Gemeinde Dölsach. An das öffentliche Verkehrsnetz ist Nußdorf-Debant mittels Linienbussen der ÖBB-Postbus GmbH angeschlossen. Die Linie 4404 bindet die Ortsteile Nußdorf und Debant dabei an Werktagen rund zehn Mal an die Bezirkshauptstadt Lienz an, wobei die Fahrzeit rund zehn Minuten beträgt. Geführt wird die Linie vom Lienzer Bahnhof über Nußdorf und Debant bis zur Nachbargemeinde Lavant. Eine zusätzliche Verbindung der Postbus GmbH besteht mit der Linie 4406, die Lienz über Debant mit Dölsach und Nikolsdorf verbindet und ebenfalls rund zehn Mal an Wochentagen angesteuert wird. Der nächstgelegene Anschluss an das Bahnnetz der Drautalbahn befindet sich in den Nachbargemeinden Lienz oder Dölsach.
Mit den benachbarten Gemeinden des Lienzer Beckens hat sich Nußdorf-Debant zum „Abwasserverband Lienzer Talboden“ zusammengeschlossen. Die Abwässer der Gemeinden werden dabei in der Kläranlage Dölsach gereinigt, als Vorfluter dient die Drau. Die Kanalisierung des Gemeindegebietes war bereits in den 1980er Jahren im Zuge eines fixierten Ausbauprogramms zu zwei Dritteln abgeschlossen. Heute sind bis auf wenige Einzelobjekte alle Bauwerke an das öffentliche Kanalnetz angeschlossen. Der Abfall, der in der Gemeinde anfällt, wird über den Abfallwirtschaftsverband Osttirol (AWVO) entsorgt. Die Wasserversorgung der Gemeinde wird aus einem 1992 eröffneten Hochbehälter gespeist. Das Wasserreservoir umfasst 1200 m³ und befindet sich im östlichen Teil des Nußbaumerfeldes unterhalb des Lamprechthofes. Die 1963 errichteten Hochbehälter wurden im Zuge der Neueröffnung aufgelassen.
Die Stromversorgung der Gemeinde Nußdorf-Debant geht auf den Beginn des 20. Jahrhunderts zurück. Das erste Kraftwerk auf dem Gemeindegebiet und das erste größere Kraftwerk des Bezirkes wurde 1908/09 von der Gemeinde Lienz am Debantbach errichtet. Nußdorf-Debant wurde wie die übrigen Nachbargemeinden von Lienz jedoch erst um 1919 an die Stromversorgung angeschlossen. Das Debanttaler Elektrizitätswerk wurde nach dem Zweiten Weltkrieg ausgebaut und 1948 von der TIWAG übernommen. Neben den beiden Kraftwerksstufen Debant I und II der TIWAG besteht im Unterlauf des Debantbachs eine Ausleitung für die Kraftwerksanlage der Firma Klocker.

### Bildung

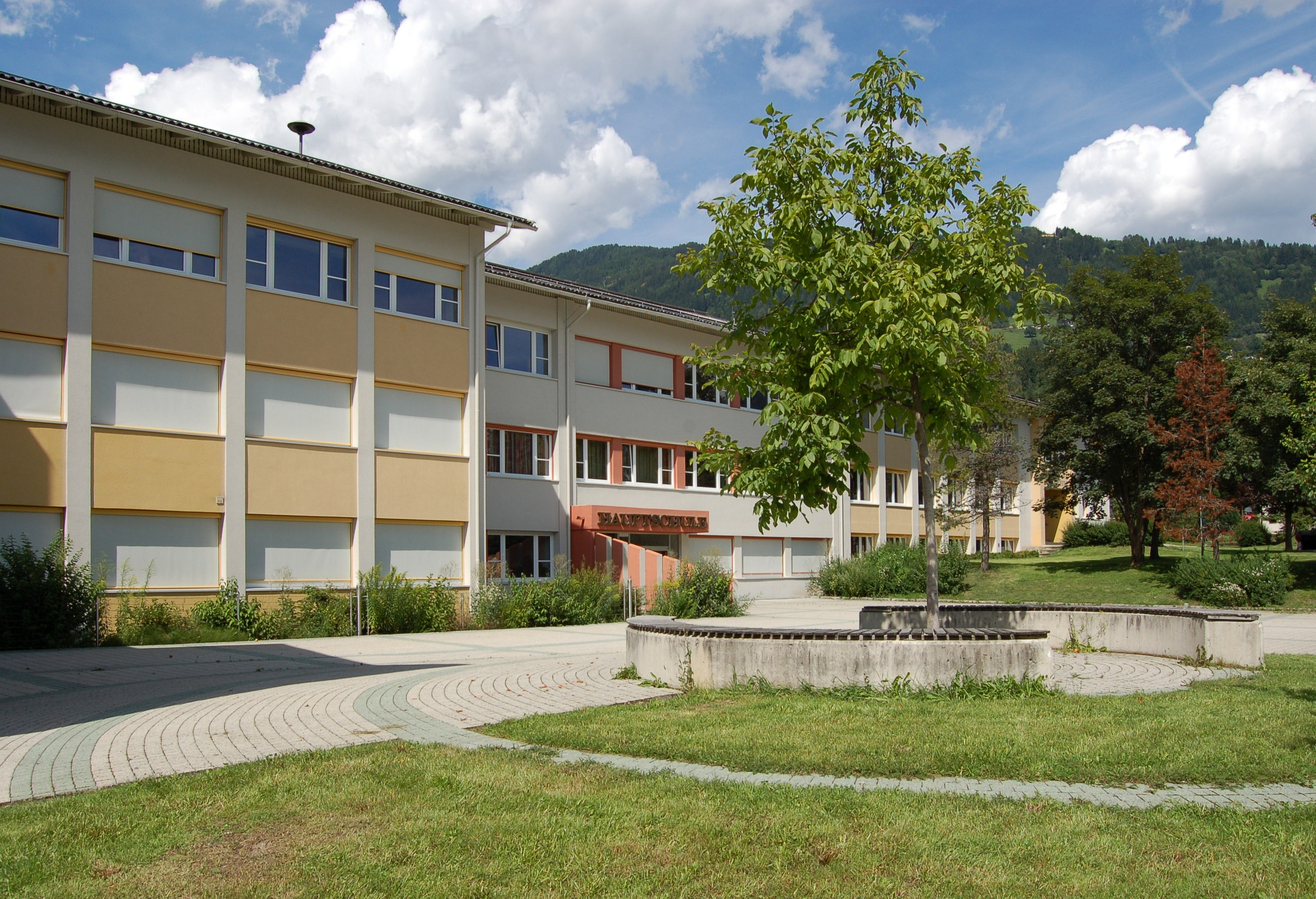
Das Schulzentrum der Gemeinde Nußdorf-Debant

Die erste Schule ist in Nußdorf im 18. Jahrhundert erstmals urkundlich belegt, das erste eigene Schulgebäude wurde in Nußdorf 1893 errichtet. Die Volksschule Debanttal in der Gemeinde Obernußdorf wurde 1816 gegründet, über ein eigenes Schulgebäude verfügte diese Volksschule ab dem Jahr 1847. Die permanente Raumnot in der Nußdorfer Volksschule und das starke Bevölkerungswachstum machte in den 1960er Jahren den Bau einer weiteren Volksschule in Debant notwendig, deren Eröffnung 1962 erfolgte. Die Volksschule Debanttal wurde daraufhin 1967 geschlossen.
Für den Hauptschulbesuch mussten die Kinder ursprünglich nach Lienz auspendeln. 1970 wurde Nußdorf-Debant zum Hauptschulstandort auserkoren, um den Standort Lienz zu entlasten. Die neue Hauptschule hatte Bürgermeister Andrä Idl als „Volksschulerweiterung“ bereits an die bestehende Volksschule in Debant anbauen lassen, sodass der Hauptschulbetrieb noch 1970 aufgenommen werden konnte. Die Hauptschule wurde in der Folge bis 1976 schrittweise auf 17 Klassen erweitert. Der Schulsprengel der Hauptschule umfasst die fünf Gemeinden Nußdorf-Debant, Dölsach, Lavant, Iselsberg-Stronach und Nikolsdorf. Seit dem Schuljahr 1968/69 bestehen in der Volksschule Debant Sonderschulklassen, 1971 wurde die Sonderschule Nußdorf-Debant gegründet. Lernbehinderte Schüler aus dem Hauptschulsprengel werden dabei in den Räumlichkeiten des Volks- und Hauptschulgebäudes unterrichtet.
In Nußdorf und Debant besteht je ein Kindergarten. Im Jahr 2007/08 wurden in den beiden Kindergärten 100 Kinder betreut, wobei den Nußdorfer Kindergarten 24 Kinder, der Debanter Kindergarten 76 Kinder besuchten. Im Osttiroler Kinderbetreuungszentrum (O.K.-Zentrum) in Debant können zudem Kinder zwischen 0 und 4 Jahren versorgt werden.

### Sicherheit und Gesundheitswesen
Die Freiwillige Feuerwehr Nußdorf wurde am 24. August 1896 als Gemeinde-Feuerwehr Nußdorf der damals selbständigen politischen Gemeinden Obernußdorf und Unternußdorf gegründet. Bereits Anfang 1890 hatten sich Männer mit dem edlen Gedanken des Helfens und zum Schutz der Gemeindebewohner zusammengefunden, um eine Feuerwehrgründung in Nußdorf vorzubereiten. Beim 11. Bezirksfeuerwehrtag am 26. August 1894 in Sillian haben sich einige Osttiroler Gemeinden, u. a. auch Nußdorf zur Feuerlöschinspektion angemeldet, um in den kommenden Jahren eine freiwillige Gemeindefeuerwehr zu gründen. In der Gründungsreihenfolge ist sie an elfter Stelle. Sie zählt sohin zu den ältesten Feuerwehren im Bezirk Lienz. 1949 wurde für den Ortsteil Debant eine eigene Löschgruppe gegründet und 1955 neben dem bestehenden Feuerwehrhaus in Nußdorf ein Feuerwehrhaus in Debant eröffnet. Die zwei betriebenen Feuerwehrhäuser in Nußdorf und Debant wurden 1988 beziehungsweise 1993 bezogen. Am 15. Oktober 2016 wurde das neu errichtete Feuerwehrhaus in der Florianistraße im Ortsteil Debant feierlich gesegnet und seiner Bestimmung übergeben. Somit wurden die beiden nicht mehr benutzten Gebäude in Nußdorf und Debant wieder an die Marktgemeinde zurückgegeben und die beiden Löschzüge aufgelöst. Mit Stand November 2022 beträgt der Mannschaftsstand 82 Aktive und zusätzlich 21 Mann in Reserve. Die zuständige Polizeistation befindet sich in Lienz.
Bezüglich des Gesundheitswesen ist Nußdorf-Debant gemeinsam mit den Gemeinden Dölsach, Iselsberg-Stronach, Nikolsdorf und Lavant im „Sozialsprengel Nußdorf-Debant und Umgebung“ organisiert. Im Gesundheitssprengel werden beispielsweise Gesundheitsleistungen wie Alten- und Pflegehilfe, Heim- und Haushaltshilfe, Hospiz und Essen auf Rädern organisiert.

## Politik

### Gemeinderat
Der Gemeinderat als oberstes Gremium der Gemeinde umfasst 15 Sitze und wird alle sechs Jahre im Zuge tirolweiter Gemeinderatswahlen gewählt. Gleichzeitig wird der Bürgermeister in einer Direktwahl bestimmt, wobei es beim Ausbleiben einer absoluten Mehrheit für einen Kandidaten zu einer Stichwahl kommt.
Nußdorf-Debant ist eine der wenigen Gemeinden in Osttirol, in der die SPÖ in der zweiten Hälfte des 20. Jahrhunderts eine bedeutende Rolle spielte. Bereits bei der ersten Gemeinderatswahl nach dem Zweiten Weltkrieg erreichte die SPÖ 1950 drei der zehn Mandate, 1956 kamen die Listen „Idl“ und SPÖ auf die Hälfte der Gemeinderatsmandate. Andrä Idl, Mitglied der Sozialistischen Partei und Abgeordneter zum Tiroler Landtag, übernahm nach der Wahl für die erste Gemeinderatsperiode das Amt des Bürgermeisters und blieb bis 1980, mit einer kurzen Unterbrechung zwischen 1960 und 1962, in dieser Funktion. Erst 1980 wurde die Stärke der SPÖ gebrochen. Der ÖVP-Gemeindepolitiker Erich Maier übernahm bis 1983 das Amt des Bürgermeisters, ihm folgte der ÖVP-Politiker Josef Altenweisl nach. Altenweisl konnte sein Amt bis zur Gemeinderatswahl 2004 verteidigen, bei der er jedoch mit seiner Liste Bürgermeister Josef Altenweisl und sein Team – ÖVP nur 40,2 % der Stimmen und 6 Mandaten erreichte. Wahlsieger war die Liste Nußdorf-Debant gewinnt (NDG) – Liste Andreas Pfurner, eine unabhängige Bürgerliste, die mit 42,4 % 7 Mandate erringen konnte. Die Liste Wahlgemeinschaft Nußdorf-Debant SPÖ erreichte 17,5 % der Stimmen und zwei Mandate.
Die Stärke der SPÖ während der Amtszeit Idls ist durch die Ergebnisse bei den Nationalratswahlen 1970 und 1975 sowie den Landtagswahlen 1965, 1970 und 1975 ersichtlich, bei denen die SPÖ stimmenstärkste Partei wurde. Danach stieg die ÖVP zur stärksten Partei auf. Bei der Landtagswahl 2008 belegte die ÖVP mit 33 % erneut den ersten Platz, dahinter folgten SPÖ (20 %), FRITZ (18 %), FPÖ (15 %) und Die Grünen (10 %). Die kurze Zeit später erfolgte Nationalratswahl führte insbesondere bei der ÖVP zu starken Verlusten. Die ÖVP verlor ein Drittel ihrer Stimmen und landete mit 23,7 % nur noch knapp vor der SPÖ (21,5 %). Das BZÖ erreichte mit 20,3 % in der Gemeinde ihr bestes Bezirksergebnis und verwies die FPÖ mit 14,5 % klar auf Platz vier. Grüne und die Liste FRITZ erzielten jeweils 8,5 %.
Bei der Gemeinderatswahl 2022 trat nur eine Liste an.
| Partei                                                          | 2022    | 2022    | 2022    | 2016  | 2016 | 2016 | 2010  | 2010 | 2010 |
| Partei                                                          | Prozent | Stimmen | Mandate | %     | St.  | M.   | %     | St.  | M.   |
| --------------------------------------------------------------- | ------- | ------- | ------- | ----- | ---- | ---- | ----- | ---- | ---- |
| NUSSDORF-DEBANT GEWINNT - Bgm. Liste Ing. Andreas Pfurner (NDG) | 100     | 1349    | 15      | 64,84 | 1348 | 10   | 62,13 | 1337 | 10?  |
| Pro NUSSDORF-DEBANT, Team Harry Zeber (ProND)                   |         |         |         | 35,16 | 731  | 5    |       |      |      |
| Team Andreas Angermann - Volkspartei für Nußdorf-Debant         |         |         |         |       |      |      | 19,84 | 427  | 3?   |
| WAHLGEMEINSCHAFT NUSSDORF-DEBANT                                |         |         |         |       |      |      | 17,15 | 369  | 2?   |
| Generation Zukunft Nußdorf-Debant (BZÖ)                         |         |         |         |       |      |      | 0,89  | 19   | 0    |

### Bürgermeister
Amtierender Bürgermeister ist Andreas Pfurner von der Liste Nußdorf-Debant gewinnt.

### Wappen
Das Wappen von Nußdorf-Debant wurde der Gemeinde 1973 durch die Tiroler Landesregierung in schwarz-weißer Ausführung verliehen. Im Zuge der Erhebung zur Marktgemeinde wurde Nußdorf-Debant die farbige Ausführung des Wappens am 30. Mai 1995 durch die Landesregierung zuerkannt. Nach der Kundmachung von 1995 zeigt das Wappen „Auf goldenem Grund ein rot-blau gewandetes Mädchen mit einem Spiegel in der rechten und einem Krug in der linken Hand.“ Die Farben der Gemeindefahne wurden mit Blau-Gelb festgelegt.
Die Wappenfigur stellt eine Nachbildung eines im benachbarten Aguntum entdeckten Reliefsteins dar. Die Abbildung auf dem Reliefstein zeigt ein norisches Mädchen, das als Opferdienerin oder Vertreterin einer Wassergottheit interpretiert wird.

## Sonstiges
Bartgeier: Im Rahmen des Projektes zur Wiederansiedlung des Bartgeiers in den Alpen wurden alpenweit mehr als 200 Junggeier freigelassen. Im Jahr 2014 wurden die zwei Jungtiere Kilian und Felix2 im Debanttal ausgewildert. Bis 2020 wurden mehr als 60 Bartgeier in Österreich freigelassen.

## Persönlichkeiten

### Ehrenbürger der Gemeinde
- 1979: Andrä Idl (1919–1995), Unternehmer und Politiker
- 2020: Otto Großgasteiger, Pfarrer von Nußdorf 1983–2014[43]
- 2020: Josef Altenweisl, Alt-Bürgermeister von Nußdorf-Debant[43]
- 2020: Erich Mair, Alt-Bürgermeister von Nußdorf-Debant[43]

### Söhne und Töchter der Gemeinde
- Franz Mayr (1865–1914), Missionar und Gründer der St Joseph’s School, wurde in Nußdorf-Debant geboren
- Paul Kellner (1950–2023), Pfarrer und Musiker, bekannt unter seinem Künstlernamen Halleluja Paul, wurde in Nußdorf-Debant geboren
- Felix Gall (* 1998), Radrennfahrer, Junioren-Weltmeister, wurde in Nußdorf-Debant geboren

### Mit der Gemeinde verbundene Persönlichkeiten
- Toni Egger (1926–1959), Kletterer und Bergsteiger, lebte in Nußdorf-Debant und betrieb hier eine Landwirtschaft
- Robert Idl (* 1958), Fußball-Nationalspieler, lebt in Nußdorf-Debant